# Hormathus cinctellus
Hormathus cinctellus là một loài bọ cánh cứng trong họ Cerambycidae.